# Xavier Novell i Gomà
Xavier Novell i Gomà (Montfalcó d'Ossó, Ossó de Sió, 20 d'abril de 1969) és un eclesiàstic català que fou bisbe de Solsona entre 2010 i 2021.

## Biografia
Va néixer al nucli de Montfalcó d'Ossó pertanyent al petit municipi de l'Urgell d'Ossó de Sió, el 20 d'abril de 1969. És enginyer tècnic agrícola per la Universitat de Lleida i obtingué el batxiller en Filosofia per la Universitat Ramon Llull. Va estudiar al Seminari Major de Lleida i el 1995 va obtenir la Llicenciatura en Ciències Eclesiàstiques per la Facultat de Teologia de Catalunya.
L'ordenaren sacerdot el 6 de juliol de 1997, any que també va assolir la Llicenciatura en Teologia per la Universitat Gregoriana de Roma. Des del 2004 que és doctor en Teologia pel mateix centre. Fou vicari parroquial de Sant Jaume de Mollerussa del 1997 al 2001 i en l'àmbit de la docència ha estat professor d'Antropologia Teològica a l'Institut de Ciències Religioses de Lleida, professor de la Facultat de Teologia de Catalunya i director i professor de l'Escola de Formació de Laics de Solsona. Amb l'entrada de Jaume Traserra com a bisbe de Solsona el 2001, entrà a la cúria diocesana com a secretari particular del mateix bisbe.
El 2004 esdevingué coordinador de les delegacions diocesanes, membre del Consell de Govern del bisbat solsoní i canonge de la Catedral de Solsona. El 2005 va ser nomenat secretari general-canceller de la diòcesi, el 2007 responsable del Servei Diocesà per al Catecumenat i el 2009 fou designat vicari episcopal per als Assumptes Econòmics. També ha estat membre del Consell Presbiteral, del Consell de Consultors, del Consell de Pastoral diocesà i del Consell per als Assumptes Econòmics al mateix bisbat. El 23 de juliol de 2008, va rebre el títol honorífic de capellà de Sa Santedat.
Amb la renúncia de Jaume Traserra com a bisbe de Solsona en complir setanta-cincanys, el 2009, es postulà com un dels candidats a succeir-lo. El 3 de novembre de 2010, el Sant Pare Benet XVI el nomenà bisbe de Solsona i el 12 de desembre de 2010 va ser consagrat bisbe i va prendre possessió de la diòcesi solsonina.

### Episcopat a Solsona (2010-2021)
Al setembre del 2013 recomanà als seus rectors no participar en el repic de campanes que havia d'acompanyar la Via Catalana l'11 de setembre del 2013, fet que comportà nombroses protestes. En la glosa que es publicà al full dominical del 7 de setembre de 2014 de la diòcesi de Solsona (l'immediatament anterior a la celebració de la Diada) defensà el dret de decidir dels catalans i la legalitat de la consulta i cridà els fidels a votar, assegurant que Catalunya «compleix els elements que la doctrina social de l'Església indica sobre la realitat de la nació: cultura, llengua i història». Tot i que el bisbe no es posicionà sobre la direcció del vot, sí que va fer una crida als ciutadans a «no restar aliens a aquest procés» i els demanà que «amb esperit democràtic i pacífic, escolliu amb tranquil·litat de consciència aquella opció davant la consulta que cregueu millor per al bé de Catalunya». D'altra banda, Novell també defensà la llibertat de l'Església «respecte a qualsevol posicionament polític, com la legitimitat moral del dret a decidir dels ciutadans de Catalunya». Per aquestes declaracions, el Partit Popular Català demanà a la Conferència Episcopal Espanyola que actués en contra seva per aquestes declaracions «clarament inacceptables que, dins del marge de llibertat d'expressió, no corresponen a l'autoritat eclesiàstica».

Davant les eleccions al Parlament de Catalunya del 27 de setembre de 2015, en una glossa publicada al full dominical, es manifestà clarament a favor de les opcions en favor de la independència de Catalunya:
| «                                              | Molts de vosaltres us llevareu sabent bé què votar. Coneixeu la candidatura que vol aglutinar el sí que faciliti un reconeixement internacional al procés de la independència (Junts pel Sí). Sabeu de l'altra candidatura a favor del sí. (CUP) Us queda clar, també, que el vot per a qualsevol de la resta de candidatures significa no a la independència.»; demanant, a més «a tots els rectors a tocar les campanes aquest diumenge a les 9 del matí. Un bon repic per a despertar tothom i anunciar-los que ha arribat el dia de la llibertat: el dia que tenim a les nostres mans la decisió sobre el futur del nostre poble. | » |
| — Extret de: Glossa del 27 de setembre de 2015 | |   |

El 30 de maig de 2017, el ple de l'Ajuntament de Cervera aprovà declarar persona non grata el bisbe de Solsona, Xavier Novell, per haver afirmat que «l'homosexualitat pot estar relacionada amb una figura paterna absent i desviada» i no haver rectificat. El diumenge anterior, 28 de maig, va haver de sortir de l'església parroquial de Santa Maria de l'Alba, a Tàrrega, escortat pels Mossos d'Esquadra, la Policia Local i alguns feligresos, després que el col·lectiu targarí per l'alliberament LGTBI, De Trascantó, convoqués una protesta per rebutjar les seves darreres declaracions. Des dels ajuntaments de Tàrrega i Mollerussa, que formen part de la diòcesi, també es rebutjà l'opinió de Novell. El dia 29 de maig, l'alcalde de Solsona, David Rodríguez, va realitzar unes declaracions titllant de desafortunades les declaracions del bisbe i comentant que s'havia posat en contacte amb Novell per a demanar-li una rectificació. L'1 de juny, el bisbe Novell es disculpà «als pares i mares d'homosexuals que "s'han sentit dolguts" per la glossa dominical», afirmant que no ha volgut mai ofendre ningú, tot i que alhora «avisà que continuaré presentant sense por la visió cristiana sobre la persona i les conseqüències morals que se’n deriven».

## Vida seglar
El 23 d'agost de 2021 presentà la seva renúncia al càrrec de bisbe de Solsona i el Sant Pare va nomenar com a administrador apostòlic de la diòcesi, en «seu vacant», el bisbe de Vic, Romà Casanova i Casanova. Novell va al·legar motius personals per prendre aquesta decisió. El 5 de setembre de 2021 es publicà que Xavier Novell estava aparellat amb Sílvia Caballol, una escriptora de narrativa eròtica nascuda al Bages, mare de 3 fills i divorciada d'un musulmà, psicòloga clínica i sexòloga de professió. El 22 de novembre del 2021 es van casar pel civil. El 7 d'abril es feia públic que la parella havia tingut bessones. El 2 d'abril de 2024 es feia públic que Novell i Caballol s'havien casat per l'església després que el papa Francesc li concedís la secularització.

## Tractaments i títols
Els tractaments honorífics que Xavier Novell ha rebut al llarg de la seva vida són els següents:
- Del 6 de juliol de 1997 al 2004: Mossèn Xavier Novell i Gomà.
- Del 2004 al 23 de juliol de 2008: Molt Il·lustre Mossèn Xavier Novell i Gomà, canonge de la Santa Església Catedral Basílica de Solsona.
- Del 23 de juliol de 2008 al 3 de novembre de 2010: Molt Il·lustre Monsenyor Xavier Novell i Gomà, canonge de la Santa Església Catedral Basílica de Solsona i capellà de Sa Santedat.
- Del 3 de novembre al 12 de desembre de 2010: Excel·lentíssim i Reverendíssim Monsenyor Xavier Novell i Gomà, bisbe preconitzat de Solsona.
- Des del 12 de desembre de 2010 al 23 d'agost de 2021: Excel·lentíssim i Reverendíssim Monsenyor Xavier Novell i Gomà, bisbe de Solsona.